# Generator drgań elektrycznych
Generator drgań elektrycznych – układ elektryczny, którego celem jest wytworzenie drgań elektrycznych. Składa się on z dwóch podstawowych elementów: wzmacniacza i obwodu dodatniego sprzężenia zwrotnego podającego sygnał z wyjścia wzmacniacza z powrotem na jego wejście. O częstotliwości drgań decyduje obwód sprzężenia zwrotnego, o ich amplitudzie – parametry wzmacniacza.
Aby układ rozpoczął generowanie drgań muszą zostać spełnione dwa warunki: amplitudy i fazy. Warunek amplitudy mówi o tym, że sygnał na wejściu wzmacniacza podawany z układu sprzężenia zwrotnego musi być na tyle duży, aby na wyjściu wzmacniacza otrzymać sygnał o takim samym lub większym poziomie. Oznacza to, że tłumienie układu sprzężenia zwrotnego nie może być większe niż wzmocnienie wzmacniacza. Warunek fazy oznacza, by chwila maksimum sygnału na wejściu wzmacniacza, po przejściu przez wzmacniacz i układ sprzężenia zwrotnego, wypadała zawsze w tym samym momencie. Oznacza to, że przesunięcie fazy całego układu musi być równe wielokrotności 2π (360°).

## Rodzaje generatorów drgań
Ze względu na zastosowane elementy aktywne generatory drgań dzieli się na:
- lampowe,
- tranzystorowe.

W zależności od metod realizacji sprzężenia zwrotnego rozróżnia się dwa podstawowe rodzaje generatorów:
1. RC – z układem sprzężenia zwrotnego wykorzystującym rezystory i kondensatory (np. generator z mostkiem Wiena)
2. LC – z układem sprzężenia zwrotnego wykorzystującym obwód rezonansowy (np. generator Meissnera).

Generatory LC charakteryzuje większa stabilność częstotliwości w stosunku do generatorów RC. Najczęściej realizowane generatory LC to:
- Meissnera,
- Colpittsa,
- Hartleya,
- Clappa.

- Butlera,
- Pierce’a.

Istnieją również generatory pracujące z wykorzystaniem innych metod – np. multiwibrator astabilny lub układy złożone z przerzutników wykorzystywane głównie w technice cyfrowej.